# Kralj in njegovi trije sinovi
Kralj in njegovi trije sinovi je slovenska ljudska pravljica, prvič objavljena leta 1887. 

## Vsebina
Živel je kralj, ki se je zelo postaral. Ugotovi, da je čas, da ga nasledi eden izmed treh sinov. Problem nastopi, ko se zave, da vse tri ljubi enako in tako jim naroči, da bo njegov naslednik tisti, ki mu prinese najdražje darilo.
Najstarejši sin je vedel, da so očetu zelo všeč dragi kamni, zato mu prinese najdražji diamant, katerega se kralj zelo razveseli.
Drugi sin je pomislil na očetovo krono in se spomnil, da je že zastarela. Kralj je darilo z veseljem sprejel in ga shranil med svoj zaklad.
Najmlajši sin pa je hodil po svetu in karkoli je zagledal, se mu je zdelo preslabo za očeta. 
Moj oče ima vsega tega, kar vidim po svetu, več ko dovolj. Stari ljudje tudi ne marajo za take posvetne stvari. Vidim, da ne najdem ničesar, kar bi razveselilo srce mojega dobrega očeta.
Odloči se, da prestol prepusti enemu izmed bratov. Ob povratku domov odgovori očetu, da mu prinaša svoje srce, ki ga iskreno ljubi. Kralja zaprosi le za to, da mu bi do smrti stregel z otroško ljubeznijo. Kralja sinove besede ganejo in tako najmlajši sin prevzame prestol.

## Analiza likov
Kralj predstavlja pozitivno osebo, ki želi, da se njegovi sinovi putrudijo za prestol. Misel na smrt kaže na eksistencialno problematiko, ki jo rešuje z iskanjem najboljšega naslednika. Vloga kralja tu ni toliko poudarjena, ampak prihaja v ospredje vloga ljubečega očeta, ki vse sinove ljubi enako. Kralj se stereotipno kaže kot materialist, ko od otrok zahteva najdražje darilo.
Prvi sin velja za najstarejšega in tu je poudarjena njegova vloga kot najbistrejšega in najiznajdljivejšega med vsemi. Prvi sin se prvi spomni darila za očeta, kar kaže na dejstvo, da je očetu najbolj pri srcu. Z izbiro darila se izkaže za materialista.
Drugi sin prav tako pomisli na materialno stvar, a v njegovem darilu najdemo tudi samovšečnost in prepričanje v zmago. Izbere krono, ki jo želi nositi sam, ko podeduje prestol. Ravno to kaže na njegovo aroganco in egoizem. 
Tretji sin velja za junaka pravljice. Ob začetku pripovedovanja deluje izgubljeno, saj samotno tava po svetu in brezupno išče nekaj primernega. Ravno on se izkaže za najbolj razumnega, saj išče nekaj kar bo polepšalo preostanek očetovega življenja, a ne materialnega. Zave se, da njegov oče še ni umrl in da je najpomembnejše ravno dejstvo, da mu izkaže svojo ljubezen. Tretji sin se torej odloči za nekaj duhovnega kar pa je ravno tisto kar je kralj iskal in potreboval.

## Analiza dela
Književni prostor: 
• neznano kraljestvo
Književni čas:
 • sama zgodba se odvija v približno treh dneh
Književne osebe: 
• glavna oseba: tretji sin 
• stranske osebe: kralj, prvi in drugi sin
Pripovedovalec: 
• vsevedni • tretjeosebni
Slog: 
• okrasni pridevniki: najdražje darilo, mogočna kraljevina, dragi kamni,najdražji kamni, mojdragi sin, sinovska ljubezen 
• pomanjševalnice: kronica 
• arhaizmi: demant (=diamant) 
• vzkliki: Sinovi moji! Naj bo! Ali zaman!
Nauk zgodbe:
 • na svetu so pomembnejše stvari od materialnih. Ni vsega mogoče kupiti z denarjem. 
Značilnosti ljudskega slovstva: 
• okrasni pridevniki, pomanjševalnice
 • različice 
• anonimnost 
• ustno izročilo 
• liki so brezimenski

## Motivno-tematske povezave
Glavni motiv v delu je motiv tekmovalnosti med brati ali motiv najmlajšega brata, ki je v ljudskih pravljicah zelo pogost. Ta motiv najbolj izstopa kot tekmovalnost med sestrami v pravljici Pepelka. Gre za prikaz pogosto prikrite človeške lastnosti-zavisti. V pravljici bratje tekmujejo za očetovo naklonjenost in se mu skušajo prikupiti z različnimi darovi. Njihova tekmovalnost jih pripelje do ljubosumja, sovraštva in zla. V večini pravljic največkrat zmaga najmlajši brat, ki pa je za razliko od starejših šibkejši, a dober in hvaležen. Motiv zasledimo še v pravljicah Zdravilno jabolko, O treh bratih in o treh hčerah, O dveh bratih in velikanih, Zlata ptica, Okamenele kraljične.

## Izdaje
- Slovenske narodne pravljice, Mladinska knjiga, Ljubljana, 1955
- Slovenske narodne pravljice, Mladinska knjiga, Ljubljana, 1959
- Slovenske narodne pravljice, Mladinska knjiga, Ljubljana, 1964
- Slovenske narodne pravljice, Mladinska knjiga, Ljubljana, 1965
- Slovenske narodne pravljice, Mladinska knjiga, Ljubljana, 1972
- Slovenske narodne pravljice, Mladinska knjiga, Ljubljana, 1974
- Slovenske narodne pravljice, Mladinska knjiga, Ljubljana, 1976
- Slovenske narodne pravljice, Mladinska knjiga, Ljubljana, 1978
- Slovenske narodne pravljice, Mladinska knjiga, Ljubljana, 1981
- Slovenske narodne pravljice, Mladinska knjiga, Ljubljana, 1989
- Slovenske narodne pravljice, Mladinska knjiga, Ljubljana, 1997
- Slovenske narodne pravljice, Mladinska knjiga, Ljubljana, 2000
- Slovenske narodne pravljice, Karantanija, Ljubljana, 2001
- Slovenske narodne pravljice, Mladinska knjiga, Ljubljana, 2004